# Anacroneuria tunasi
Anacroneuria tunasi és una espècie d'insecte plecòpter pertanyent a la família dels pèrlids que es troba a Sud-amèrica: Colòmbia.
El seu nom científic fa referència a l'ètnia indígena que viu a l'àrea de distribució d'aquesta espècie.

## Descripció
- Els adults presenten un color general marró groguenc (incloent-hi el cap), el pronot amb franges fosques, laterals i irregulars, les membranes alars amb un tint marró clar i la nervadura marró, i el segment de la tíbia marró fosc.
- Les ales anteriors del mascle fan 12 mm de llargària.
- Ni la femella ni la larva no han estat encara descrites.[3]
- En el seu estadi immadur, és aquàtic i viu a l'aigua dolça, mentre que com a adult és terrestre i volador.[2]